# Pojazd Ratowniczy Głębokiego Zanurzenia

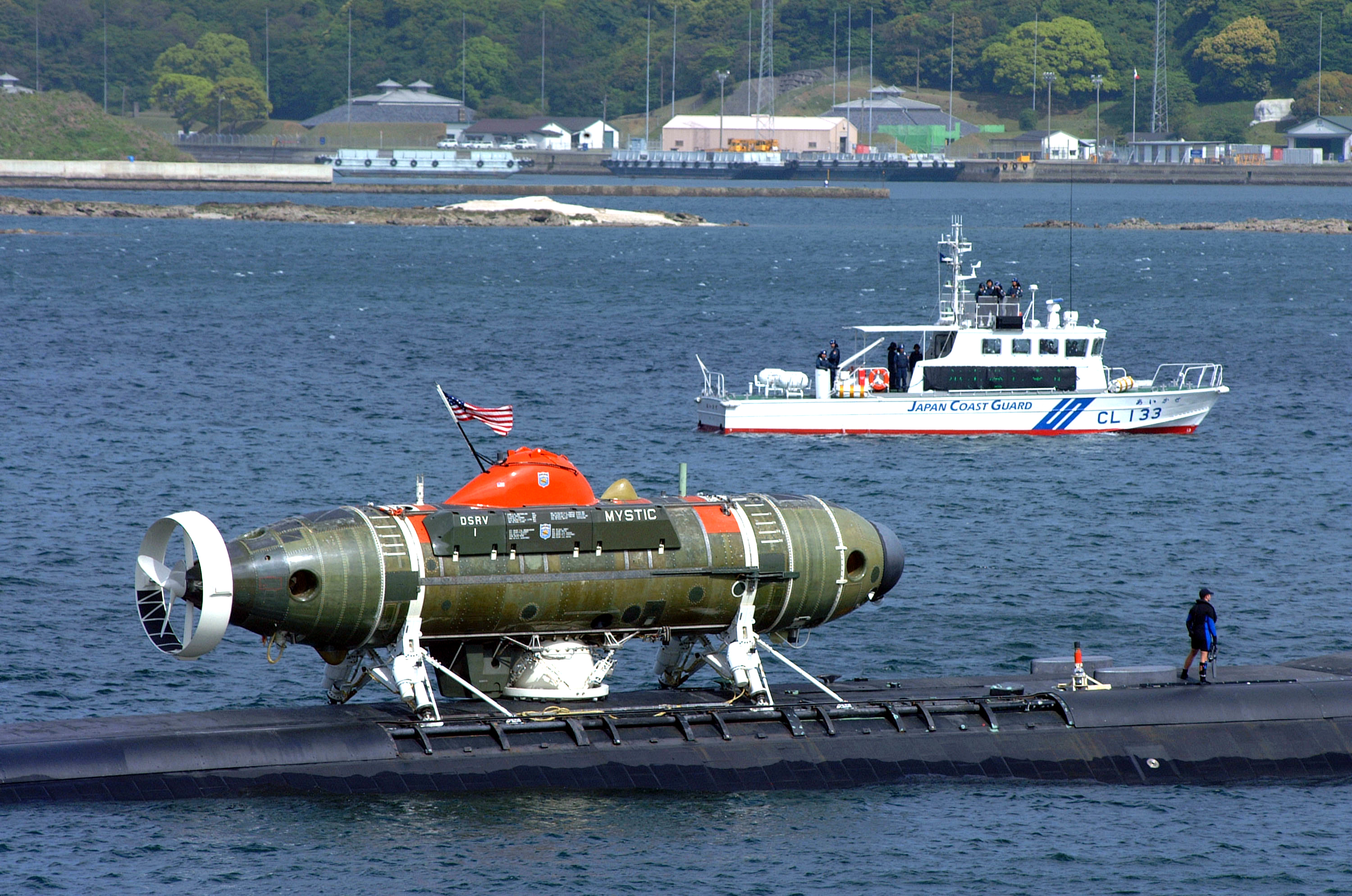
DSRV-1 "Mistic"

Pojazd Ratowniczy Głębokiego Zanurzenia (Deep Submergence Rescue Vehicle - DSRV) – powstały w Stanach Zjednoczonych rodzaj podwodnych pojazdów ratowniczych przeznaczonych do wykonywania akcji ratunkowych załóg zanurzonych okrętów podwodnych. Konstrukcje podwodnych pojazdów ratunkowych DSRV zapoczątkowano w połowie lat sześćdziesiątych XX w., po stracie przez marynarkę wojenną USA okrętu podwodnego USS "Thresher" (SSN-593) w roku 1963. Pierwszoplanową misją DSRV jest zapewnienie szybkiej reakcji i ratunku dla załóg okrętów podwodnych które uległy zatopieniu lub katastrofie. Pierwszymi jednostkami ratowniczymi tego typu były amerykańskie jednostki "Mystic" oraz "Avalon"